# ماركوس كراوس
ماركوس كراوس (بالألمانية: Markus Krauss)‏ هو لاعب كرة قدم ألماني، ولد في 16 سبتمبر 1987 في سيبيو في رومانيا. لعب مع شتوتغارت كيكرز وفالدهوف مانهايم وفورتونا دوسلدورف وميونخ 1860.

## وصلات خارجية
- ماركوس كراوس على موقع قاعدة بيانات كرة القدم.إي يو (الإنجليزية)
- ماركوس كراوس على موقع بيانات كرة القدم. دي إي (الألمانية)
- ماركوس كراوس على موقع عالم كرة القدم.نت (الإنجليزية)